# Nikon S2
Le Nikon S2 est un appareil photographique télémétrique manufacturé par la firme nippone Nikon entre 1954 et 1958. Il succède au Nikon S et propose cette fois-ci des rideaux non plus en tissu mais en titane et une vitesse d'obturation maximale de 1/1000 s.

## Description
Le Nikon S2 était doté d'un viseur télémétrique possédant un cadre unique correspondant à une focale de 50mm. L'objectif le plus souvent retrouvé avec cet appareil est le Nikkor-S 50mm ƒ/1.4 ou ƒ/2. Le piqué de la version ƒ/1.4 était réputé comme étant exceptionnel.
Cet appareil a été produit et vendu à environ 60 000 exemplaires, soit environ 2 fois plus que son prédécesseur, le Nikon S (36 700 exemplaires). Ce nombre fait de lui le télémétrique Nikon le plus vendu.
Contrairement au Nikon S pour lequel l'armement de l'obturateur se faisait en tournant une molette, le Nikon S2 proposait un armement à l'aide d'un levier, semblable à ce qui a été réutilisé sur le Nikon F.
Le Nikon S2 a été par la suite remplacé par le Nikon SP.

## Variantes
- "S2 black dial" échelle de distance, compteur d'images, sélecteurs de vitesse et de synchro noirs. Produit à environ 14 000 exemplaires[4].
- "S2E" motorisable, environ 30 exemplaires produits[4].